# سارا بووی
سارا بووی (زاده ۱۵ مه ۱۹۸۹ در لیژ) راننده مسابقات زن بلژیکی است. او اخیراً با تیم آیرون دیمز در چندین سری از مسابقات از جمله مسابقات جهانی استقامتی فیا و در مسابقه ۲۴ ساعته لمان شرکت کرده است.